# Replicant (операційна система)

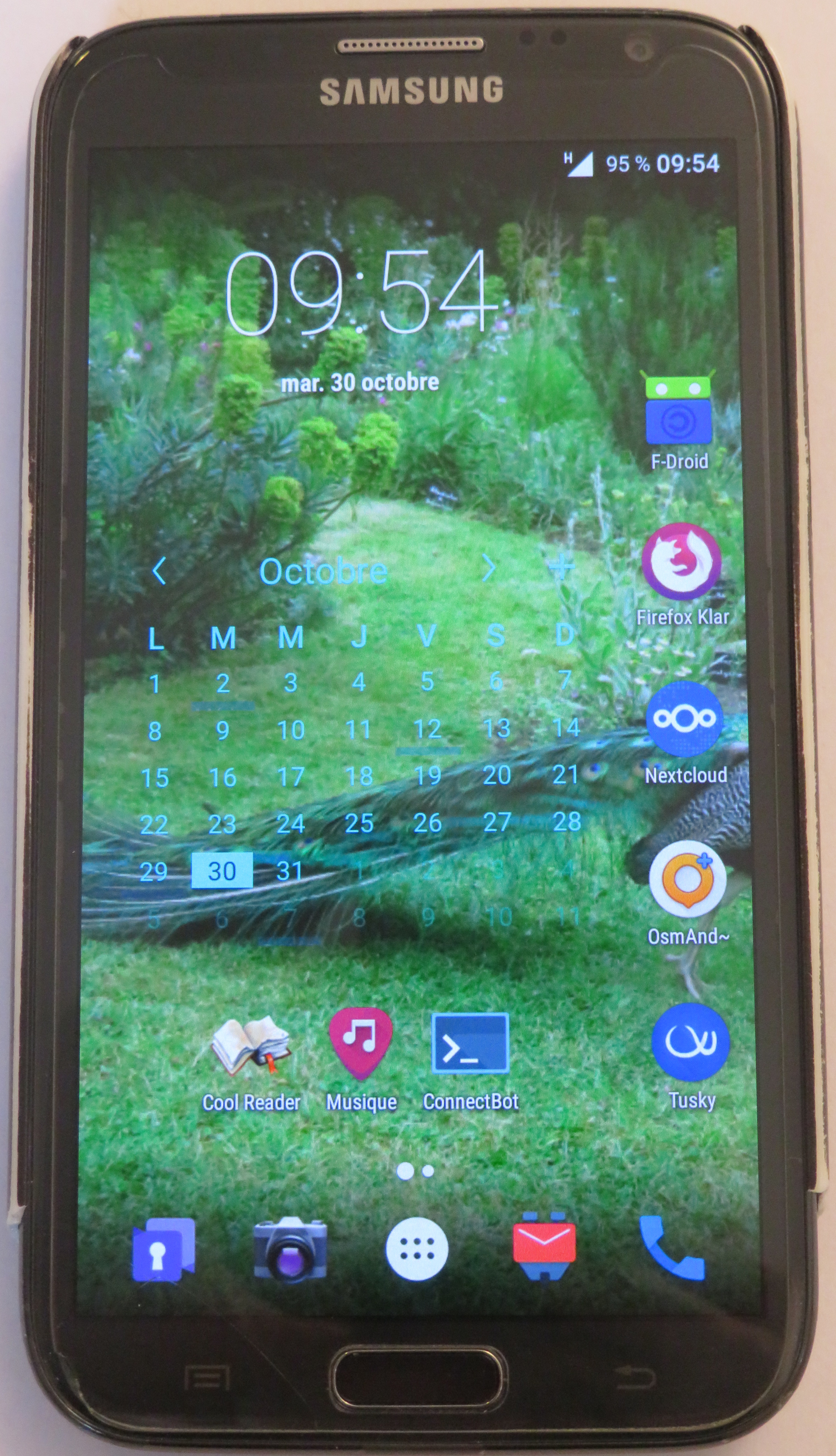
Replicant 6.0 на Samsung Galaxy Note II.

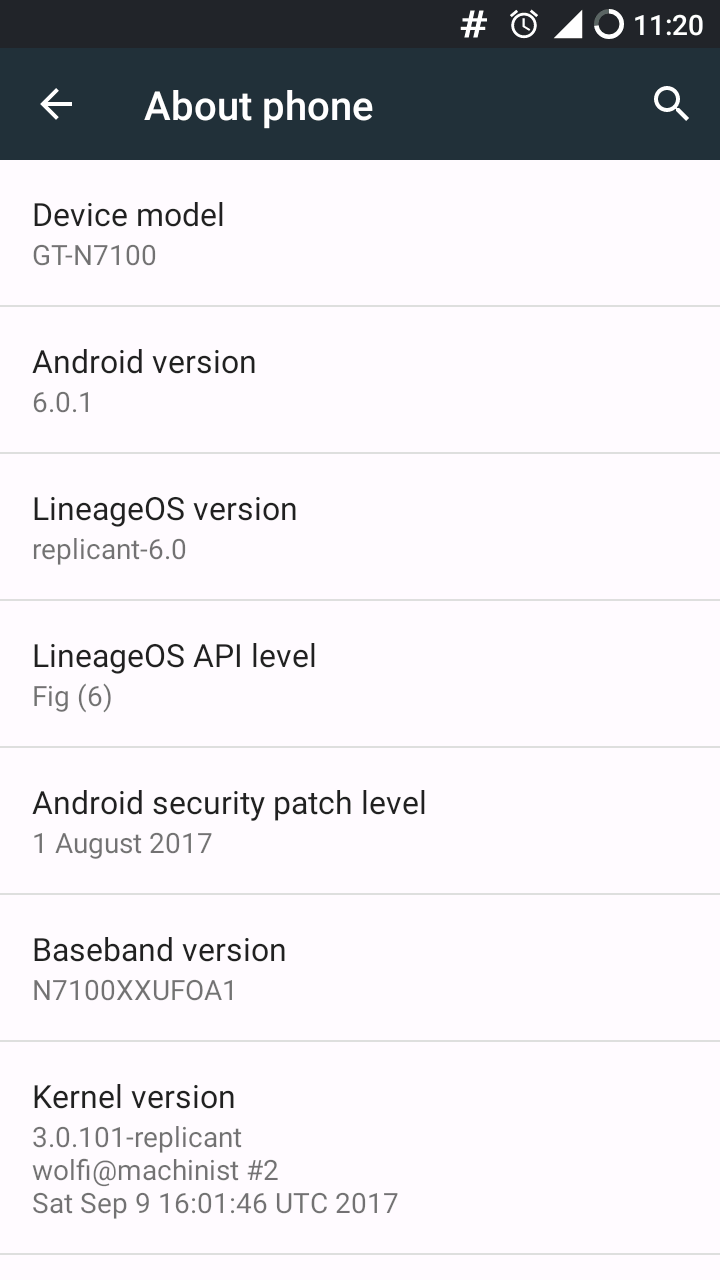
Приклад інформації про телефон у Replicant, включаючи короткий опис апаратного забезпечення

Replicant — це вільна операційна система (ОС) на базі мобільної платформи Android, яка має на меті замінити всі пропрієтарні компоненти Android на вільні програмні аналоги. ОС доступна для кількох смартфонів і планшетних комп'ютерів. Написана на тих же мовах програмування, що й Android (від якого вона опосередковано розгалужена). Зміни були внесені переважно з використанням мови C; зміни в основному стосуються низькорівневих частин операційної системи, таких як ядро Linux і драйвери, які його використовують.
Назва Replicant пов'язане з вигаданими андроїдами-реплікантами у фільмі «Той, що біжить по лезу». Replicant спонсорується та підтримується Free Software Foundation та частково NLnet.

## Історія
Проект Replicant розпочався у середині 2010 року зі спроби об'єднати різні ініціативи, які намагалися створити повністю вільну версію Android для пристрою HTC Dream. Початкова команда складалася з Бредлі М. Куна (англ. Bradley M. Kuhn), Аарона Вільямсона (англ. Aaron Williamson), Граціано Сорбайолі (англ. Graziano Sorbaioli) та Дениса «GNUtoo» Каріклі (англ. Denis ‘GNUtoo’ Carikli). Проект швидко призвів до написання коду для заміни невільних компонентів, необхідних для роботи HTC Dream. Перший компонент, який було замінено, дозволив аудіо працювати без пропрієтарної бібліотеки. Replicant спочатку надавав власний репозиторій додатків FOSS, який пізніше був замінений на F-Droid[неякісне джерело][неякісне джерело]. У червні 2022 року команда Replicant оголосила, що F-Droid було видалено.
Програмне забезпечення, яке відповідає за зв'язок з модемом, було замінено вільним кодом, що дозволило зробити частину телефонії придатною для використання. Бібліотека для роботи з GPS була адаптована з вільного коду, який спочатку був написаний для іншого телефону, і дозволила HTC Dream працювати з GPS із Replicant[неякісне джерело].
Ранні версії Replicant базувалися на коді Android Open Source Project, тоді як версії 2.2 (квітень 2011) і пізніші використовували CyanogenMod як основу, щоб полегшити підтримку більшої кількості пристроїв. У блозі від 1 лютого 2017 року представники проекту Replicant заявили, що майбутні версії Replicant базуватимуться на LineageOS, оскільки проект CyanogenMod було припинено.
В процесі розробки багато членів оригінальної команди Replicant пішли з проекту, і Денис «GNUtoo» Каріклі залишився єдиним членом оригінальної команди, який все ще активно працював над проектом. У квітні 2011 року Пол Кочалковскі (англ. Paul Kocialkowski) вирішив долучитися до проекту і поступово став головним розробником Replicant, після успішного перенесення його на пристрої Nexus S і Galaxy S.
Однак, у 2014 році, Replicant критикували за відставання. «У той час як CyanogenMod працює з версією 4.4.4, Replicant все ще застряг на Android 4.2. CyanogenMod працює майже на будь-якому присторої, а Replicant підтримується лише кількома пристроями віком від двох до чотирьох років. Крім того, хоча Replicant має на меті замінити пропрієтарні драйвери, насправді він не має повного набору драйверів для всіх пристроїв». Коли зусилля інших розробників операційних систем для смартфонів, таких як Mozilla, не принесли успіху, Replicant продовжив роботу.
Replicant спонсорується та підтримується Фондом вільного програмного забезпечення, який також розміщує вихідний код Replicant.

### Релізи
У наведеній нижче таблиці перераховано основні релізи Replicant:
| 2.2 | 26 квітня 2011 року    | Android 2.2 «Froyo»                          | |
| 4.0 | 15 листопада 2012 року | Android 4.0 «Ice Cream Sandwich»             | Випущено п'ять оновлень; останнє, 0005, було випущене 29 вересня 2013 року.                                                                                      |
| 4.2 | 19 січня 2014 року     | CyanogenMod 10.1/ Android 4.2.2 «Jelly Bean» | Випущено чотири оновлення; останнє, 0004, було випущене 1 вересня 2015 року.                                                                                     |
| 6.0 | 7 травня 2017 року     | LineageOS 13.0/ Android 6.0.1 «Marshmallow»  | Випущено три оновлення; останнє, 0003, було випущене 10 грудня 2017 року. Було випущено двох кандидатів на реліз для 0004. RC2 було випущено 22 липня 2020 року. |
| 10 | N/A                    | LineageOS 17.1/ Android 10                   | Замінено графічний драйвер для підвищення продуктивності. |
| Легенда:Стара версіяСтара версія, все ще підтримуєтьсяОстання версіяОстання бета-версіяМайбутній реліз |                        |                                              | |

## Безпека
У березні 2014 року розробники Replicant знайшли та закрили вразливість, в широкому спектрі пристроїв Samsung Galaxy, яка дозволяла процесору базової смуги читати та записувати пам'ять пристрою, іноді зі звичайними привілеями користувача, а іноді як користувач root залежно від моделі пристрою. Провідний розробник Replicant Пол Коціалковскі (англ. Paul Kocialkowski) стверджував, що це був бекдор, але це твердження було оспорене Деном Розенбергом (англ. Dan Rosenberg), старшим дослідником безпеки в Azimuth Security, який сказав, що «фактично немає доказів, що цю функцію можна виконувати дистанційно». Існують деякі докази подібних зломів пристроїв Apple, які не стосуються програмного забезпечення операційної системи, а «описані методи безпосередньо використовують „прошивку“ Apple або вбудоване програмне забезпечення, запрограмоване на пристрої, як правило, виробником». Засновник Ubuntu раніше висловлював подібне занепокоєння.

## Розвиток
3 січня 2013 року проект випустив Replicant SDK 4.0 як повністю вільну заміну Android SDK. Replicant SDK було випущено у відповідь на зміну ліцензії компанією Google для доповнень та бінарних файлів на пропрієтарні умови. Розробку SDK Replicant було припинено 28 квітня 2017 року на користь безкоштовного SDK від Debian.

## Апаратна підтримка

### Сумісні пристрої
Сфера застосування проекту Replicant поступово розширилася підтримкою пристроїв Nexus One, Nexus S та Galaxy S. Нижче приведено перелік пристроїв, що підтримуються станом на січень 2014 року, при цьому для роботи Wi-Fi і Bluetooth необхідні пропрієтарні прошивки У 2017 році з появою версії 6.0 кількість сумісних пристроїв подвоїлася.
| Пристрій                       | Клас пристрою | Кодове ім'я | Версія Replicant | 2D графіка | 3D графіка | Звук | Телефонія          | Мобільні дані      | NFC                                    | GPS | Датчики            | Камера                             | Wi-Fi      | Bluetooth  |
| ------------------------------ | ------------- | ----------- | ---------------- | ---------- | ---------- | ---- | ------------------ | ------------------ | -------------------------------------- | --- | ------------------ | ---------------------------------- | ---------- | ---------- |
| Nexus S                        | Смартфон      | crespo      | 4.2              | Так        | Ні         | Так  | Так                | Так                | власницька вільний простір користувача | Ні  | Так                | Так                                | власницька | власницька |
| Samsung Galaxy S               | Смартфон      | galaxysmtd  | 4.2              | Так        | Ні         | Так  | Так                | Так                | Н/Д                                    | Ні  | Так                | Так                                | власницька | власницька |
| Samsung Galaxy S2              | Смартфон      | galaxys2    | 6.0              | Так (fast) | Ні         | Так  | Так                | Так                | Ні                                     | Ні  | Так                | Так                                | власницька | власницька |
| Samsung Galaxy Note (original) | Смартфон      | n7000       | 4.2              | Так (slow) | Ні         | Так  | Так                | Так                | Ні                                     | Ні  | Так                | Ні                                 | власницька | власницька |
| Galaxy Nexus                   | Смартфон      | maguro      | 4.2              | Так        | Ні         | Так  | Так                | Так                | Так                                    | Ні  | Так                | Ні                                 | власницька | власницька |
| Samsung Galaxy Tab 2 (7.0)     | Планшет       | p3100       | 4.2              | Так (fast) | Ні         | Так  | Так                | Так                | Н/Д                                    | Ні  | Так                | Ні                                 | власницька | власницька |
| Samsung Galaxy Tab 2 (10.1)    | Планшет       | p5100       | 4.2              | Так (slow) | Ні         | Так  | Так                | Так                | Н/Д                                    | Ні  | Так                | Ні                                 | власницька | власницька |
| Samsung Galaxy S3              | Смартфон      | i9300       | 6.0              | Так        | Ні         | Так  | Так                | Так                | Так                                    | Ні  | Так                | Так (задня) / власницька (передня) | власницька | власницька |
| Samsung Galaxy Note 2          | Смартфон      | n7100       | 6.0              | Так        | Ні         | Так  | Так                | Так                | Так                                    | Ні  | Так                | Так (задня) / власницька (передня) | власницька | власницька |
| Goldelico OpenPhoenux GTA04    | Смартфон      | gta04       | 4.2              | Так        | Ні         | Так  | В процесі розробки | В процесі розробки | Н/Д                                    | Так | В процесі розробки | В процесі розробки                 | власницька | власницька |

### Вимоги до пристрою
- Пристрій має офіційно підтримуватися LineageOS/CyanogenMod (кращий варіант) або через сторонні репозиторії[51]
- Повинен існувати спосіб прошити програмний пакет (через завантажувач або відновлення) за допомогою вільної програми
- Ядро не повинно бути підписане (завантажувач не повинен перевіряти підпис ядра)
- Вихідні коди ядра мають бути опубліковані
- Тип мережі має бути GSM, CDMA наразі не підтримується